# Oxiracetam
El Oxiracetam (Neuromed) es un nootrópico de la familia de las racetam. Varios estudios en animales sugieren que la sustancia es segura incluso cuando se consumen en altas dosis durante largos períodos de tiempo. Sin embargo, el mecanismo de acción de la familia de fármacos racetam, está en investigación.

## Actividad
Se ha hecho un esfuerzo en la investigación para encontrar posibles usos del oxiracetam como medicamento para atenuar los síntomas de demencia y Alzheimer. Sin embargo, no hay resultados convincentes.
Los efectos probados de la droga se limitan a efectos beneficiosos, principalmente en la mejora de las puntuaciones en pruebas de rendimiento, lógica, atención, concentración, memoria y orientación espacial. Estas pruebas se realizaron en pacientes con demencia leve a moderada, y las dosis eran 800-2400 mg por vía oral dos veces al día durante uno y seis meses. También se han comprobado mejorías en pacientes con síndrome posconmoción, síndromes orgánicos cerebrales y otras demencias. Según V. Gallai et al, oxiracetam es más eficaz que el piracetam para este propósito.